# التنبؤ بالحب والطقس
التنبؤ بالحب والطقس (بالكورية: 기상청 사람들: 사내연애 잔혹사 편)؛ هو مسلسل تلفزيوني كوري جنوبي، من بطولة بارك من يونغ، سونغ كانغ ويورا. عرض على قناة جاي تي بي سي كل يومي السبت والأحد من 12 فبراير إلى 3 أبريل 2022.

## القصة
ميلودراما مكتبية تصور حياة العمل والحياة العاطفية للأشخاص العاملين في إدارة الأرصاد الجوية الكورية، كما تصور الدراما قصة حب مرحة لأشخاص ينكسرون ويسقطون وينهضون مرة أخرى، وكيف يكبرون معًا كل يوم.

## بطولة

### رئيسي
- بارك مين يونغ بدور جين ها كيونغ.[7]

المتنبئ العام للفرقة الثانية من إدارة الأرصاد الجوية الكورية.
- سونغ كانغ بدور لي تشي وو.[8]

مسؤول عن قسم التقارير الخاصة 2 التابع لإدارة الأرصاد الجوية الكورية.
- يون بارك بدور هان كي جون.[9]

المتحدث أو المبلغ من مكتب المتحدث باسم إدارة الأرصاد الجوية الكورية
- يورا في دور تشاي يو جين.[10]

مراسل أخبار الطقس لإحدى الصحف اليومية.

## المشاهدات
| الموسم | الموسم | رقم الحلقة | رقم الحلقة | رقم الحلقة | رقم الحلقة | رقم الحلقة | رقم الحلقة | رقم الحلقة | رقم الحلقة | رقم الحلقة | رقم الحلقة | رقم الحلقة | رقم الحلقة | رقم الحلقة | رقم الحلقة | رقم الحلقة | رقم الحلقة | المتوسط     |
| الموسم | الموسم | 1          | 2          | 3          | 4          | 5          | 6          | 7          | 8          | 9          | 10         | 11         | 12         | 13         | 14         | 15         | 16         | المتوسط     |
| ------ | ------ | ---------- | ---------- | ---------- | ---------- | ---------- | ---------- | ---------- | ---------- | ---------- | ---------- | ---------- | ---------- | ---------- | ---------- | ---------- | ---------- | ----------- |
|        | 1      | 1.103      | 1.306      | 1.692      | 1.812      | 1.406      | 1.615      | 1.677      | 1.785      | 1.503      | 1.844      | 1.747      | 1.799      | 1.718      | 1.634      | 1.315      | 1.657      | ستُعلن لاحقًا |

تصدر المسلسل القائمة الأسبوعية لأفضل 10 برامج تلفزيونية عالمية على نتفليكس مشاهدة لمدة 4 أسابيع متتالية من 21 فبراير إلى 20 مارس.
وفقا لنيلسن كوريا، حققت الحلقة الثانية من المسلسل متوسط تقييم بنسبة 5.4% حوالي 1.3 مليون مشاهدة. حقق المسلسل رقما قياسيا في الحلقة الرابعة بنسبة 7.8% وفي العاصمة 9% بحوالي 1.8 مليون مشاهدة على مستوى الدولة. لتصبح أنجح الأعمال الدرامية لهاذا العام بجانب مسلسل خمسة وعشرون وواحد وعشرون.
| الحلقات | تاريخ البث الأصلي | متوسط حصة الجمهور تقييمات (Nielsen Korea) | متوسط حصة الجمهور تقييمات (Nielsen Korea) | بالمليون (تقريبي) |
| الحلقات | تاريخ البث الأصلي | على الصعيد الوطني                         | سيئول                                     | على الصعيد الوطني |
| ------- | ----------------- | ----------------------------------------- | ----------------------------------------- | ----------------- |
| 1       | 12 فبراير 2021    | 4.514%                                    | 5.557%                                    | 1.1 مليون         |
| 2       | 13 فبراير 2021    | 5.455%                                    | 5.988%                                    | 1.3 مليون         |
| 3       | 19 فبراير 2022    | 6.787%                                    | 7.342%                                    | 1.69 مليون        |
| 4       | 20 فبراير 2022    | 7.849%                                    | 9.046%                                    | 1.8 مليون         |
| 5       | 26 فبراير 2022    | 6.103%                                    | 7.333%                                    | 1.4 مليون         |
| 6       | 27 فبراير 2022    | 7.007%                                    | 8.120%                                    | 1.6 مليون         |
| 7       | 5 مارس 2022       | 6.448%                                    | 7.401%                                    | 1.67 مليون        |
| 8       | 6 مارس 2022       | 7.514%                                    | 8.723%                                    | 1.78 مليون        |
| 9       | 12 مارس 2022      | 6.421%                                    | 7.236%                                    | 1.5 مليون         |
| 10      | 13 مارس 2022      | 7.555%                                    | 8.805%                                    | 1.8 مليون         |
| 11      | 19 مارس 2022      | 7.232%                                    | 8.473%                                    | 1.7 مليون         |
| 12      | 20 مارس 2022      | 7.618%                                    | 8.521%                                    | 1.79 مليون        |
| 13      | 26 مارس 2022      | 7.068%                                    | 8.203%                                    | 1.7 مليون         |
| 14      | 27 مارس 2022      | 6.828%                                    | 7.578%                                    | 1.6 مليون         |
| 15      | 2 أبريل 2022      | 5.650%                                    | 6.113%                                    | 1.3 مليون         |
| 16      | 3 أبريل 2022      | 7.344%                                    | 8.316%                                    | 1.6 مليون         |
|         |                   | 6.712%                                    | 7.673%                                    |                   |

## الإنتاج

### صناعة
في مارس 2021 ، أفيد أن تشا يونغ هون سيخرج المسلسل الذي أنشأته «مجموعة جلاين الإبداعية» بقيادة المؤلفة كانغ إيون كيونغ. ومن تخطيط وانتاج قسم جي تي بي سي استوديوز ونبيو إنترتينمنت التابعة لها.

### طاقم
في مارس 2021 ، أعلن عن أن بارك مين يونغ وسونغ كانغ كانا يفكران في الانضمام في المسلسل للادوار الرئيسية المعروضة عليهما. في مايو 2021 ، انضم كل من يورا ويون بارك إلى فريق عمل المسلسل. كيم مي كيونغ وبارك مين يونغ يلعبان دور الأم وابنتها، للمرة الرابعة في المسلسل.

### التصوير
في 19 أكتوبر 2021 ، نشرت بارك مين يونغ صورًا من موقع التصوير.

## روابط خارجية
التنبؤ بالحب والطقس على موقع IMDb (الإنجليزية)
- التنبؤ بالحب والطقس على موقع نتفليكس (الإنجليزية)
- التنبؤ بالحب والطقس على موقع فيلمافينيتي (الإسبانية)
- التنبؤ بالحب والطقس على موقع كينوبويسك (الروسية)
- التنبؤ بالحب والطقس على موقع قاعدة بيانات الفيلم (الإنجليزية)